# Eugenio Perico
 (juillet 2023).
Giorgio Veneri, né le 15 octobre 1951 à Curno, est un footballeur italien. Il évolue au poste d'arrière gauche, avant de se reconvertir comme entraîneur.

## Biographie
Giorgio Veneri dispute un total de 205 matchs en Serie A, inscrivant quatre buts, et 163 matchs en Serie B, marquant à nouveau quatre buts.
Il atteint la finale de la Coupe d'Italie en 1987 avec l'Atalanta, en étant battu par le grand Napoli emmené par Diego Maradona.

## Palmarès
- Finaliste de la Coupe d'Italie en 1987 avec l'Atalanta Bergame
- Champion d'Italie de Serie B (D2) en 1978 avec l'Ascoli Calcio et en 1984 avec l'Atalanta Bergame
- Champion d'Italie de Serie C1 (D3 - Groupe A) en 1982 avec l'Atalanta Bergame